# Перој
Перој (итал. Peroi) је насеље у саставу града Водњана у Истарској жупанији, Хрватска. Према попису становништва из 2011. године у насељу је живело 833 становника.

## Географија
Перој се налази надомак туристичког места Фажане, 18 км од Пуле, 5 км западно од Водњана, око 1 км од мора. У близини се налази Национални парк Бриони.

## Историја
Место је било насељено у праисторији о чему сведочи некропола која се налази унутар старих градских зидова. Перој такође представља археолошки локалитет из римског доба. У то време место је било познато као Pedrolo.
Кроз историју Перој су насељавали људи са разних простора. Године 1562, место је било погођено маларијом и кугом, па су затим досељене 124 породице из Ромање (данашње Италије). Међутим, породице су се касније одселиле због противљења становника Пуле. У раздобљу 1578—1583. године досељено је око 50 грчких породица са Пелопонеза и Кипра. Ове породице су се касније или одселиле или изумрле од куга, па је Перој 1644. године имао само три становника.
У Пероју постоји црква Св. Фошка, смештена на ливади ван места, која је грађена око 600. године.

### Досељавање Срба
Године 1657. досељено је 15 српских православних породица, са 77 душа из Црне Горе, тачније из Црмнице, који су бежали од турског окупатора. "Дукала" којом се Црногорцима даје земља у Истри носи датум 26. новембар 1657. године. Срби Црмничани предвођени Машом Брајковићем и Михаилом Љуботином, дотерали су и 300 грла изгладнеле стоке. Млетачка држава им је дала кућевне плацеве и зајам за подизање кућа. По једној одредби Дуждевој, није се могао мушкарац из Пероја оженити ако није посадио 50 маслина и 250 винових лоза. Владала је верска толеранција, а Млечани су очекивали да ће се Перојци временом покатоличити и одродити. Друго насељавање Срба у Истри, које је мање познато мада је било веће и бучније уследило је 1671. године. Почетком јуна 1671. године сви ришњански хајдуци (са заслугама за Млетачку републику) њих 1.500 душа (од којих су 500 били ратници), укрцани су на млетачке бродове и превезени у Пулу. Везе места и тамошњих Срба, Пероја и Пуле биле су одувек јаке, и у њима су једине православне цркве у Истри.
Насељеничке српске породице су остале компактне и опстале, а малобројни католици су што изумрли, што се иселили. Напуштену католичку цркву узели су за себе православци Срби 1788. године. Преградили су је и преуредили да буде православна црква Св. Спиридона, а у њој се чува познати иконостас из 16. века. Године 1837. књигу васпитну су купили у Пероју: парох поп Петар Маричевић и грађани Петар, Василије и Христифор Вучерић, те Спиридон Вучетић и Јован Браић. Капелан у Пероју био је неколико година (1848—1850) православни свештеник и песник Јован Сундечић.
Иако је вршен је притисак на породице да конвертују у католицизам, оне се снагом народног карактера супротстављају томе. Данашњи становници Пероја су углавном њихови потомци, који су и даље православни и служе се ћирилицом. Перој је са својим православним живљем (као и Беч) имао посебан статус (био засебна парохија) у Епархији Далматинској и Истарској, крајем 19. века. Перојци су управљали од прве деценије 19. века и са пулском православном црквом Св. Николе, коју су градили православни Грци.
Поред православног храма Св. Спиридона се налази стара црква Св. Стефана (затворена 1826. године), која је донедавно служила као штала.
Перој је 1913. године "црногорска насеобина" од двеста година, која је сачувала језик, веру, обичаје и женску ношњу. Стрежњевски је током истраживачког пута, свратио у Перој где је забележио пет епских (јуначких) песама. Православни парох је тада поп Петар Петровић Маричевић, рођени Перојац. Место је живописно, са кућицама лепо постројеним, има доста зеленила, и налазило се тада на пола километра далеко од мора.
На зиду порте цркве Св. Спиридона су 16/17. августа 2008. непознати починиоци исписали графит непримереног шовинистичког садржаја, упућен на име српског народа. Обавештена је полиција и власти града и графит је убрзо уклоњен.
Данас у месту постоји културна организација „Перој 1657“.

## Образовање
Прва и то непотпуна основна школа у месту отворена је 1845. године, а предавао је месни парох. Перојска српска школа имала је 1883. године 13 ученика. Школу тада издржава месна православна парохија, у којој је 54 дома са 230 парохијана. Школа је пред Први светски рат затворена, а дозволу за јавни рад потпуне по закону уређене школе чекали су три године 1914—1917. Када је 1917. године са одобрењем отворена права основна школа са српско-хрватским наставним језиком, није дуго радила. Војне власти из пулског пристаништа су јој ускоро забранили рад, јер је на згради писало на ћирилици: "Народна школа", а у настави су коришћени и уџбеници на ћирилици. Када су Италијани на крају рата заузели Истру, отворена је ту италијанска школа (са италијанским језиком) са учитељицом Италијанком. Православни свештеник је у њој, на српском језику само држао часове веронауке.

## Становништво
Перој је био једино српско село у Истри, а налазио се у срезу Пулском. Становништво се бавило извозом дрва и маслиновог уља. Број становника у Пероју је растао са временом. Пописано је 1880. године 189, а 1910. године 270 Срба. Било је 1925. године у Пероју 60 православних домова са 300 душа. Током 20. века део становника се похрватио, а један део је почео да се изјашњава Истранима и Црногорцима (након озваничења посебне црногорске нације). Развојем туризма у Перој се досељавају људи из других крајева, због чега је етничка структура насеља знатно измењена.
На попису становништва 2011. године, Перој је имао 833 становника.
| Национални састав према попису из 2011.‍ | Национални састав према попису из 2011.‍ | Национални састав према попису из 2011.‍ | Национални састав према попису из 2011.‍ | Национални састав према попису из 2011.‍ |
| --------------------------------------- | --------------------------------------- | --------------------------------------- | --------------------------------------- | --------------------------------------- |
|                                         |                                         |                                         |                                         |                                         |
| Хрвати                                  | Хрвати                                  |                                         | 502                                     | 60,3%                                   |
| Црногорци                               | Црногорци                               |                                         | 92                                      | 11%                                     |
| Срби                                    | Срби                                    |                                         | 71                                      | 8,5%                                    |
| Бошњаци                                 | Бошњаци                                 |                                         | 22                                      | 2,6%                                    |
| Италијани                               | Италијани                               |                                         | 19                                      | 2,3%                                    |
| Словенци                                | Словенци                                |                                         | 16                                      | 1,9%                                    |
| Албанци                                 | Албанци                                 |                                         | 12                                      | 1,4%                                    |
| регионално опредељени                   | регионално опредељени                   |                                         | 66                                      | 7,9%                                    |
| Укупно: 833                             |                                         |                                         |                                         |                                         |

- Напомена: Урачунати и становници Барбариге

Ранији пописи
| Националност                     | 1961.        | 1971.        | 1981.        | 1991.        |
| Хрвати                           | 273 (54,81%) | 199 (48,65%) | 149 (36,97%) | 168 (35,22%) |
| Срби                             | 12 (2,40%)   | 43 (10,51%)  | 11 (2,72%)   | 33 (6,91%)   |
| Југословени                      | 2 (0,40%)    | 8 (1,95%)    | 105 (26,05%) | 17 (3,56%)   |
| Италијани                        | 8 (1,60%)    | 4 (0,97%)    | 2 (0,49%)    | 4 (0,83%)    |
| регионално опредељени            | —            | —            | 2 (0,49%)    | 89 (18,65%)  |
| остали, неопредељени и непознато | 203 (40,76%) | 155 (37,89%) | 134 (33,25%) | 166 (34,80%) |
| Укупно                           | 498          | 409          | 403          | 477          |

Напомена: Међу „осталима“, највише је оних који су се изјаснили као Црногорци.
Према попису из 2001. године, у општини Водњан је живело 163 Срба и 81 Црногорац, а већина од њих је у Пероју. У насељу Перој живело је 752 становника који су живели у 212 породичних домаћинстава.
Кретање броја становника по пописима 1857—2011:
| година пописа  | 1857. | 1869. | 1880. | 1890. | 1900. | 1910. | 1921. | 1931. | 1948. | 1953. | 1961. | 1971. | 1981. | 1991. | 2001. | 2011. |
| бр. становника | 178   | 219   | 222   | 341   | 361   | 419   | 328   | 392   | 475   | 484   | 498   | 409   | 403   | 477   | 752   | 833   |

Напомена: Од 1857. до 1890. затим у 1921. и 1931. део података садржан је у насељу Водњан.

### Попис1991.
На попису становништва 1991. године, насељено место Перој је имало 477 становника, следећег националног састава:
| Национални састав према попису из 1991.‍ | Национални састав према попису из 1991.‍ | Национални састав према попису из 1991.‍ | Национални састав према попису из 1991.‍ | Национални састав према попису из 1991.‍ |
| --------------------------------------- | --------------------------------------- | --------------------------------------- | --------------------------------------- | --------------------------------------- |
|                                         |                                         |                                         |                                         |                                         |
| Хрвати                                  | Хрвати                                  |                                         | 168                                     | 35,22%                                  |
| Црногорци                               | Црногорци                               |                                         | 119                                     | 24,94%                                  |
| Срби                                    | Срби                                    |                                         | 33                                      | 6,91%                                   |
| Југословени                             | Југословени                             |                                         | 17                                      | 3,56%                                   |
| Муслимани                               | Муслимани                               |                                         | 8                                       | 1,67%                                   |
| Словенци                                | Словенци                                |                                         | 6                                       | 1,25%                                   |
| Италијани                               | Италијани                               |                                         | 4                                       | 0,83%                                   |
| Македонци                               | Македонци                               |                                         | 3                                       | 0,62%                                   |
| Словаци                                 | Словаци                                 |                                         | 3                                       | 0,62%                                   |
| Албанци                                 | Албанци                                 |                                         | 1                                       | 0,2%                                    |
| Чеси                                    | Чеси                                    |                                         | 1                                       | 0,2%                                    |
| неопредељени                            | неопредељени                            |                                         | 6                                       | 1,25%                                   |
| регионално опредељени                   | регионално опредељени                   |                                         | 89                                      | 18,65%                                  |
| непознато                               | непознато                               |                                         | 19                                      | 3,98%                                   |
| укупно: 477                             |                                         |                                         |                                         |                                         |